# 桂集镇
桂集镇，是中华人民共和国安徽省淮南市凤台县下辖的一个乡镇级行政单位。

## 行政区划
桂集镇下辖以下地区：
桂集社区、黄庙社区、颜王社区、园艺社区、殷岗社区、后胡村、大冯村、淝西村、大王村、勇敢村、彭伍村、西龚村、赵胡村、洼刘村、王圩村、童徐村、福镇村、中郢村和白塘村。